# Тесленко Олена Леонтіївна
Тесленко Олена Леонтіївна (Народилася 5.02.1969 р. в м. Кіровоград.) — український тренер.
Навчалася з 1992 р. по 1997 р.в Кіровоградському державному педагогічному університеті ім. В.Винниченка.
З 1980 р. почала тренуватись під керівництвом Олександра Тесленка.
З 1997 р. тренер відділення легкої атлетики ДЮСШ «Спартак» ФСТ «Україна».

## Спортивні досягнення
Майстер спорту Радянського Союзу, бронзова призерка Чемпіонату Радянського Союзу з бігу 4х400 м (Ленінград, 1988 р.), срібна призерка Чемпіонату України з бігу на 200 м(Житомир, 1991 р.).
Особисті рекорди: 100 м. — 11,62с./ 200 м.- 24.00с.

## Тренерська робота

### Підготувала
- Андрій Горовий- кандидат в майстри спорту, чемпіон україни серед юніорів з бар'єрного бігу(м. Київ, 1998 р.).
- Наталья Нечаєва- кандидат в майстри спорту, бронзовий призер Чемпіонату України серед юніорів з бар'єрного бігу(м. Алушта, 1999 р.).
- Яніна Донник- бронзовий призер Чемпіонату України з бар'єрного бігу серед юніорів та дітей (м. Біла Церква, 2011 р.).
- Денис Тесленко - двічі срібний призер чемпіонату України на дистанції 400 м з бар'єрами та в естафеті 4 по 400 метрів[2].